# 安藤彩
安藤 彩（あんどう あや、11月16日 - ）は、日本の女優。
福岡県出身。 オフィスKITA所属。

## 出演

### テレビドラマ
- 新・警視庁捜査一課9係（2009年7月、テレビ朝日） - 撮影スタッフ 役
- ハンチョウ〜神南署安積班〜シリーズ3（2010年8月、TBS） - 新聞記者 役
- 鉄道警察官・清村公三郎秩父長瀞~殺人レール（2011年10、テレビ朝日） - 女刑事役
- 恋なんて贅沢が私に落ちてくるのだろうか?（2011年3月、フジテレビ） - 妊婦役
- 平清盛（2012年5月、NHK） - 白河殿侍女役
- ストロベリーナイト〜プロバブリィギルティ/推定有罪（2013年1月、フジテレビ） - 婦警役
- メイド・イン・ジャパン（2013年2月、NHK） - 新聞記者役
- おトメさん（2013年1月、テレビ朝日） - キリマンジャロ映画宣伝部社員役
- ハンチョウ〜神南署安積班〜シリーズ6（2013年1月、TBS） - OL役
- ビブリア古書堂の事件手帖（2013年3月、フジテレビ） - 写真集古書店訪問客役
- 土曜ワイド劇場「おかしな刑事10」（2013年4月、テレビ朝日） - 女刑事役
- 鴨、京都へ行く。（2013年4月、フジテレビ） - 財務省社員役
- 白衣のなみだ（2013年6月、東海テレビ） - 妊婦役
- 震える牛（2013年6月、WOWOWドラマW） - 編集部社員役
- 神様のベレー帽〜手塚治虫のブラック・ジャック創作秘話〜（2013年9月、フジテレビ） - 1973年週刊少年チャンピオン編集部社員役
- クロコーチ（2013年10、TBS） - 科学捜査研究所員役
- 世にも奇妙な物語 '13 秋の特別編「フレームの女」（2013年10月、フジテレビ） - アシスタントプロデューサー役
- DoctorX 外科医・大門未知子（2013年10月、テレビ朝日） - 看護師役
- フジテレビヤングシナリオ大賞「人生ごっこ」（2013年12月、フジテレビ） - クラブ客役
- 医龍4〜Team Medical Dragon〜第3話（2014年1月、フジテレビ） - チームドラゴン手術室看護師役
- 外科医 鳩村周五郎12（2014年2月、フジテレビ） - オペ室ヘルプ看護師役
- スペシャルドラマ仮面ティーチャー（2014年2月、日本テレビ） - 教師役レギュラー
- 三匹のおっさん（2014年3月、テレビ東京） - 車内キスカップル役
- ルーズヴェルト・ゲーム（2014年4月、TBS） - 銀行員役
- 烈車戦隊トッキュウジャー（2014年4月、テレビ朝日） - 春祭り受付スタッフ役
- プラトニック（2014年5月、NHK BSプレミアム） - 看護師役
- ファーストクラス（2014年6月、フジテレビ） - 詢香社社員役
- ビター・ブラッド（2014年6月、フジテレビ） - 第10、11話 遊園地スタッフ役レギュラー
- アリスの棘（2014年6月、TBS） - 看護師役
- 奇跡の教室〜その時、仏が舞い降りた!〜（2014年6月、日本テレビ） - 看護師役
- HERO（2014年6月、フジテレビ） - 天ぷら屋客役
- スペシャルドラマDr.検事モロハシ〜新たなる生命〜（2014年7月、フジテレビ） - 産婦人科医師 役
- 平成猿蟹合戦図（2014年11月、WOWOWドラマW） - 主人公支援者 役
- ランチのアッコちゃん第4話（2015年5月、NHK BSプレミアムスペシャルドラマ） - キャバクラ嬢C 役
- スリル!〜赤の章・黒の章〜（2017年） ‐ 長澤めぐみ 役

### 映画
- 神☆ヴォイス（2011年） - 保育士役
- 女囚701さそり外伝 第41雑居房（2012年） - 女囚役
- Vシネマ凍牌 裏レート麻雀闘牌録（2012年） - 主人公につくキャバ嬢役
- 不安の種（2013年） - ウエイトレス役
- 白ゆき姫殺人事件（2014年） - 化粧品会社社員役レギュラー
- THE NEXT GENERATION -パトレイバー-（2014.4~2015.1） - ドラマシリーズ第一章~第七章 特車二課整備員役レギュラー
- 私のハワイの歩きかた（2014年） - 機内客役
- もういちど（2014年） - 町娘役
- トリハダ劇場版2（2014年） - キャバ嬢役
- 神さまの言うとおり（2014年） - テレビ局タイムキーパー役
- THE NEXT GENERATION パトレイバー首都決戦（2015年） - 特車二課整備員役
- グッド・ストライプス（2015年） - 主人公結婚式友人参列者役
- THE NEXT GENERATION パトレイバー首都決戦 ディレクターズカット版（2015年） - 特車二課整備員役
- 彼らが本気で編むときは、（2017年） - 介護士役
- 相棒 -劇場版IV-（2017年） -

### 舞台
- 東映アカデミー「銀河旋律」(2010年、作：定広美香・演出：山口あきら) - 新人アナウンサー アリマ役
- 東映アカデミーミュージカル「春のめざめ」(2010年、作：フランク・ヴェーデキント・演出：乘田美穂) - アンナ役
- STUDIO Headz プロデュース「絆~Da headz Family~」(2010年、作・演出：堀米慎) - 主演 藤田千恵美役
- 林将平プロデュースステージ第1回公演「オムライス」(201年、作・演出：林将平) - 女子高生ミキ役
- ハンドメイドビジョン演劇部第2回公演「メイクルーム2」(2010年、作・演出：森川圭) - 新人メイク両角妙子役
- STUDIO Headz プロデュース「南方ニテ降リシキル雪」(2011年、作・演出：林将平) - 東好美 役
- 第15回なぎプロ草薙良一プロデュース公演「おばこ旅館物語~愛と青春の旅立ち編~」(2012年、作・演出：草薙良一) - ヤクルトのお姉さん民子役
- team オムレット第1回公演「flower~もう一つの旗揚げ公演」(2012年、作・演出：林将平) - 主役の姉 沙紀役
- 第18回なぎプロ草薙良一プロデュース公演「小さな奇跡の物語~スチャラカ人生記より~」(2013年、作・演出：草薙良一) - 銀座のホステス とめ子役

### CM
- ぐるなび(2012年)
- 第一生命(2013年) - OL役
- フォルクスワーゲン(2013年) - OL役
- 日本生命(2013年) - ウエイトレス役
- 資生堂マキアージュ(2014年)
- 東京ディズニーリゾート(2014年)
- みつばち保険(2014年) - 相談者役
- JA共済(2014年)
- フレンドシップ(2014年)
- 日清カップヌードル(2014年)
- ほけんの窓口(2014年) - 夫婦役

### その他
- 「高齢者虐待防止啓発DVD」(2011年) - ソーシャルワーカー役
- 松山千春・舞台「旅立ち~足寄より」(2013年)　VTR パート
- 心霊写真部リブート(2016年8月26日〜、ニコニコ生放送)